# Манчо, Барыш
Мехмет Барыш Манчо (тур. Mehmet Barış Manço); полное имя: Тосун Юсуф Мехмет Барыш Манчо (тур. Tosun Yusuf Mehmet Barış Manço); (род. 2 января 1943, Стамбул, Турция — ум. 1 февраля 1999, Стамбул, Турция) — турецкий рок-музыкант, певец, автор песен, композитор, актёр, телепродюсер, телеведущий, Государственный артист Турции (1991), посол турецкой культуры. Известен под сценическим именем Барыш Манчо.
Начал музыкальную карьеру во время учёбы в Галатасарайском лицее. Пионер турецкой рок-музыки, один из основателей анатолийского рока. Барыш Манчо написал около 200 песен и является одним из самых продаваемых и титулованных турецких исполнителей. Многие из его песен были переведены на различные языки, включая английский, французский, японский, греческий, итальянский, болгарский, румынский, персидский, иврит, урду, арабский и немецкий и другие. Со своей телепрограммой «7’den 77’ye» (с тур. «От 7 до 77») Манчо путешествовал по миру и посетил большинство стран.

## Ранняя жизнь и карьера
Барыш Манчо родился в районе Ускюдар в Стамбуле 2 января 1943 года. Его мать, Риккат Уянык, была известной певицей в начале 1940-х гг. Его старший брат, родившийся во время Второй мировой войны, был назван Савашем (с тур. savaş — «война»), а его самого родители назвали Барышем (с тур. barış — «мир») в честь окончания войны. При рождении он получил дополнительное имя Тосун Юсуф в честь своего дяди. Имя Тосун Юсуф родители убрали перед поступлением Барыша в начальную школу.
В начальной школе ему брили голову, чтобы предотвратить появление вшей. Он называл это одной из причин, по которой он отпустил длинные волосы.
Во время учёбы в Галатасарайском лицее, а позже в лицее Шишли Теракки, он создал свою первую группу Kafadarlar (с тур. «Единомышленники»). Турецкий экономист Асаф Саваш Акат играл на саксофоне, а гитарист Эндер Энён сделал свою собственную гитару, потому что в те годы было трудно найти настоящую на рынке.

## 1960-е
В 1962 и 1963 годах вместе со своей следующей группой Harmoniler (с тур. «Гармония») он записал кавер-версии некоторых популярных американских твист-песен и аранжировки турецких народных песен в стиле рок-н-ролла, положив начало анатолийскому рок-движению — синтезу турецкой народной музыки и рока. В этот период ключевое визуальное и музыкальное влияние на него оказал Элвис Пресли.
После окончания лицея в 1963 году он переехал в Европу, путешествуя по Парижу и Льежу, где создал группы с местными музыкантами и записал несколько синглов в основном на английском и французском языках, а также некоторые на турецком. Затем, в 1964 году, Барыш Манчо продолжил обучение в Королевской академии изобразительных искусств в Льеже, Бельгия. Он гастролировал со своей группой Les Mistigris в Германии, Бельгии, Франции и Турции до 1967 года.
В 1967 году он попал в автомобильную аварию, после которой начал отращивать усы, чтобы скрыть шрам.
Разочарованный трудностями работы с музыкантами разных национальностей, он создал группу Kaygısızlar (с тур. «Беззаботные»), в которой участвовали Мазхар Алансон и Фуат Гюнер — будущие участники группы MFÖ. Он записал несколько синглов и гастролировал с группой — как внутри страны, так и за рубежом, — пока участники группы не заявили, что они не хотят жить за границей.
В 1970 году он основал группу Barış Manço Ve… (с тур. «Барыш Манчо и…») снова с иностранными музыкантами, чтобы записать свой первый шлягер-сингл, как в Турции, так и в Бельгии, «Dağlar Dağlar» (с тур. «Горы, горы»), продав более 700 000 экземпляров. Сегодня эта песня остаётся одним из самых популярных его произведений.

## 1970-е
После успеха «Dağlar Dağlar» Манчо записал пару синглов с группой Moğollar (с тур. «Монголы»), другой популярной турецкой анатолийской рок-группой. Затем он решил вернуться в Турцию, где он недолго поработал в группе Kaygısızlar с изменённым составом. В 1971 году его ранние работы были собраны под его первым полноформатным альбомом «Dünden Bugüne» (тур. "От вчера к сегодня").
В 1972 году он создал группу Kurtalan Ekspres, в которой будет участвовать до самой смерти. В 1975 году, когда он продолжил выпускать синглы, он выпустил свой первый некомпилированный LP «2023» — концептуальный альбом, который включает в себя очень интересную сюиту «Baykoca Destanı» (с тур. «Сказание о Байкодже»), в состав которой входят инструментальные композиции. Здесь заметно влияние Pink Floyd. По мнению критиков, в этот период стиль Манчо близок к психоделическому.
В Европе и Южной Африке вышел LP под названием «Baris Mancho» (1976) с оркестром Джорджа Хейса под лейблом CBS Records. В 1977 году альбом был выпущен в Турции под названием «Nick the Chopper». В 1975 году Барыш Манчо снялся в фильме «Благослови нас, отец!» (с тур. Baba Bizi Eversene), который является единственным фильмом, в котором он снялся за свою карьеру. Музыка в фильме состоит из компиляции песен, написанных Барышем Манчо и группой Kurtalan Ekspres.
С 1977 по 1980 год он выпустил ещё три альбома в Турции, частично состоящие из сборников ранних синглов, а именно: «Sakla Samanı Gelir Zamanı» (1977), «Yeni Bir Gün» (1979) и «20. Sanat Yılı Disko Manço» (1980), записанных в стиле песен из альбома «2023». Большая часть материала той эпохи доступна в более поздних сборниках «Ben Bilirim» и «Sarı Çizmeli Mehmet Ağa». В альбоме «Yeni Bir Gün» опять имеется сюита "Yeni bir gün doğdu, merhaba / Elveda Ölüm" (с тур. «Наступил новый день, привет / Прощайте, смерть»). Песня «Anlıyorsun Değil Mi?» (с тур. «Понимаешь ли?») оттуда в настоящее время является одной из самых известных песен Манчо.  

## 1980-е
В 1981 году Барыш Манчо с группой Kurtalan Ekspres выпустил альбом «Sözüm Meclisten Dışarı» (с тур. «Извините за выражение»), содержащий множество шлягеров, включая «Alla Beni Pulla Beni», «Arkadaşım Eşek», «Gülpembe», «Halhal» и «Dönence». Альбом по-прежнему остаётся одним из самых популярных произведений Манчо и вызвал всплеск его популярности в 1980-х годах.
«Arkadaşım Eşek» (с тур. «Мой друг осёл»), быстро ставший очень популярным среди детей (песня о ностальгии по сельской жизни; изначально она не была задумана как детская песня). На протяжении всей своей карьеры он писал много других песен для детей. С другой стороны, песня «Gülpembe», музыка к которой сочинена участником Kurtalan Ekspres Ахметом Гювенчем, являющаяся реквиемом по бабушке Барыша Манчо, привлекла более пожилую аудиторию и является самой популярной песней Манчо наравне с «Dağlar Dağlar».
В 1983 году вышел альбом «Estağfurullah, Ne Haddimize», песни из которого — «Halil İbrahim Sofrası» (с тур. «Стол Халила Ибрахима») и «Kol Düğmeleri» (с тур. «Запонки») — стали шлягерами. «Halil Ibrahim Sofrası» стал примером фирменной моральной тематики песен Манчо, редкой особенностью турецкой поп-музыки.
В 1985 году был выпущен альбом «24 Ayar Manço», который включал песню «Gibi Gibi» (с тур. «Вроде бы») и длинную концептуальную песню «Lahburger». Это ознаменовало начало сдвига в звучании музыки Барыша Манчо, характеризующегося интенсивным использованием синтезаторов и драм-машин в отличие от его ранних работ, состоящих из ориентированного на группу рок-звучания. В последующие годы Манчо выпустил альбомы «Değmesin Yağlı Boya» (1986), «Sahibinden İhtiyaçtan» (1988) и «Darısı Başınıza» (1989), содержавшие несколько шлягеров и демонстрировавшие его новое звучание.

## 1990-е
В 1988 году на турецком государственном телеканале TRT 1 вышла программа «7’den 77’ye» (с тур. «От 7 до 77»), продюсером которой выступил Барыш Манчо. Это был симбиоз музыки, ток-шоу и документальной программы, ставший главным хитом в течение восьми лет. Манчо посетил почти 150 стран в рамках программы. Проект программы «Adam Olacak Çocuk», посвящённый детям, укрепил популярность Манчо среди молодого поколения.
Хотя его известность продолжалась в 1990-х годах благодаря широкой аудитории его телепрограммы, его музыкальные произведения в этот период были не такими успешными, как в предыдущие десятилетия. Альбомы «Mega Manço» (1992) и «Müsaadenizle Çocuklar» (1995) стали наименее успешными в его карьере, несмотря на относительный успех детского хита 1992 года «Ayı» (с тур. «Медведь»). С другой стороны, в 1995 году он гастролировал в Японии с группой Kurtalan Ekspres, результатом чего стал альбом «Live In Japan» (1996) — единственный концертный альбом Манчо. Он выпустил в Японии ещё два альбома, после чего его там назвали «человеком, который пишет песни об овощах», подразумевая песни «Domates, Biber, Patlıcan» (с тур. «Помидор, перец, баклажан») и «Nane, Limon Kabuğu» (с тур. «Мята, лимонная цедра»), шлягеры 1980-х годов.

## Смерть
1 февраля 1999 года Барыш Манчо умер от сердечного приступа перед выходом своей только что законченной последней работы «Mançoloji» (с тур. «Манчология») (1999), двойного альбома, содержащего новые записи его шлягеров и незаконченную инструментальную песню «40. Yıl» (с тур. «40-летие») о своём 40-летии в музыке.
Он был похоронен на кладбище Канлыджа в Стамбуле.

## Наследие
Барыш Манчо был одним из самых влиятельных турецких музыкантов. В начале своей карьеры он и его группы внесли свой вклад в турецкое рок-движение, сочетая традиционную турецкую музыку с рок-музыкой, которые до сих пор остаются одним из основных направлений турецкой популярной музыки.
Его визуальный образ — длинные волосы, большие кольца, в ранний период — длинные накидки, особая пластика — вызывал мягкую реакцию турецкого общественного мнения, в других случаях весьма консервативного.
Манчо был пионером прогрессивного анатолийского рок-движения в 1970-х годах. Его эксперименты с электронными инструментами в конце 1980-х способствовали звучанию турецкой популярной музыки 1990-х годов.
Его лирика отличалась разнообразием тем, глубиной, утонченной эмоциональностью, важностью моральной проблематики. В основном она следовала несколько модернизированной версии традиции «ашиков» (с тур. aşık — «трубадур»). В некоторых песнях позднего периода появляется религиозная тема. Это было нетипично и даже маргинально на популярной турецкой музыкальной сцене 1980-х годов, на которой преобладала любовная лирика. (Однако следует заметить, что внимание к текстам песен было присуще и другому представителю анатолийского рока — Джему Карадже).
В 2002 году был выпущен альбом под названием «Yüreğimdeki Barış Şarkıları» (с тур. «Песни Барыша (мира) в моём сердце»), в котором представлены 15 популярных турецких исполнителей таких разных жанров, как арабески, поп и рок (как в анатолийском, так и в западном стиле).

## Дискография

### Альбомы
- Dünden Bugüne (1972) (Sayan)
- 2023 (1975) (Yavuz Plak)
- Sakla Samanı Gelir Zamanı (1976) (Yavuz)
- Baris Mancho (в Турции — Nick The Chopper) (1976) (CBS Disques/Grammofoonplaten S.A.B.V., CBS 81784, Yavuz LP)
- Yeni Bir Gün (1979) (Yavuz ve Burç Plakçılık)
- 20 Sanat Yılı Disco Manço (1980) (Türküola)
- Sözüm Meclisten Dışarı (1981) (Türküola)
- Estağfurullah … Ne Haddimize! (1983) (Türküola)
- 24 Ayar Manço (1985) (Emre Plakçılık)
- Değmesin Yağlı Boya (1986) (Emre Plakçılık)
- 30 Sanat Yılı Fulaksesuar Manço — Sahibinden İhtiyaçtan (1988) (Emre Plakçılık)
- Darısı Başınıza (1989) (Yavuz ve Burç Plakçılık)
- Mega Manço (1992) (Emre Plak)
- Müsaadenizle Çocuklar (1995) (Emre Plak)
- Barış Manço Live In Japan (1996) (Emre Plak)
- Mançoloji (1999) (Emre Plak)
- Barış Manço Golden Rollers (2018) (Tunas Tunes)

### Синглы
С Harmoniler
- Twistin USA / The Jet (1962) (Grafson MGG 515)
- Do The Twist / Let’s Twist again (1962) (Grafson MGG 516)
- Cit Cit Twist / Dream Girl (1963) (Grafson MGG 566)

С Jacques Denjean Orchestra
- Baby Sitter / Quelle Peste / Jenny Jenny / Un Autre Amour Que Toi (1964) (Rigolo 18.726)

С Les Mistigris
- Il Arrivera / Une Fille (1966) (Sahibinin Sesi 45-AX 3092)
- Bien Fait Pour Toi / Aman Avcı Vurma Beni (1966) (Sahibinin Sesi 45-AX 3093)
- Bizim Gibi / Big Boss Man / Seher Vakti / Good Golly Miss Molly (1967) (Sayan)

С Kaygısızlar
- Kol Düğmeleri / Big Boss Man / Seher Vakti / Good Golly Miss Molly (1967) (Sayan FS-144)
- Kızılcıklar / I’ll Go Crazy (1968) (Sayan FS-171)
- Bebek / Keep Lookin' (1968) (Sayan FS-179)
- Karanlıklar İçinde / Trip — To a Fair (1968) (Sayan FS-180)
- Boğaziçi / Flower of Love (1968) (Sayan FS-194)
- Runaway / Unutamıyorum (1969) (Sayan FS-199)
- Aglama Değmez Hayat / Kirpiklerin Ok Ok Eyle (1969) (Sayan FS 204)
- Kağızman / Anadolu (1969) (Sayan FS 213)

С Barış Manço Ve
- Derule / Küçük Bir Gece Müziği (1970) (Sayan FS-223)
- Dağlar Dağlar 1 / Dağlar Dağlar 2 (1970) (Sayan 229)

С Moğollar
- İşte Hendek İşte Deve / Katip Arzuhalim Yaz Yare Boyle (1971) (Sayan FS-266)

С Moğollar / Kaygısızlar
- Bin Boğanın Kızı / Ay Osman (1971) (Sayan FS-271)

С Kaygısızlar / Les Mistigris
- Fil ile Kurbağa / Je te Retrouverais (1972) (Sayan FS 279)

С Kurtalan Ekspres
- Ölüm Allah'ın Emri / Gamzedeyim Deva Bulmam (1972) (Yavuz YA 1544)
- Lambaya Püf De / Kalk Gidelim Küheylan (1973) (Yavuz YA 1548)
- Gönül Dağı / Hey Koca Topcu Genç Osman (1973) (Yavuz YA 1554)
- Nazar Eyle Nazar Eyle / Gülme Ha Gülme (1974) (Yavuz YA 1562)
- Bir Bahar Akşamı / Estergon Kalesi (1974) (Yavuz YA 1569)
- Ben Bilirim /2023 (1975) (Yavuz Plak YA 1573)
- Çay Elinden Öteye Rezil Dede / Vur Ha Vur (1976) (Yavuz Plak YA 1580)
- Ride On Miranda (1976) (CBS / Sony Music)
- Blue Morning Angel (1976) (CBS / Sony Music)
- Tell Me Old Man (1976) (CBS / Sony Music)

С George Hayes Orchestra / Kurtalan Ekspres
- Nick the Chopper / Lonely Man (1977) (Yavuz YA 1584)

С Kurtalan Ekspres
- Hal Hal / Eğri Eğri Doğru Doğru Eğri Büğrü Ama Yine De Doğru (1981) (Türküola 239)

## Фильмография
- «Благослови нас, отец!»

## Награды
- Государственный артист Турции (1991)[23].
- Почётный доктор Университета Хаджеттепе[24].
- Орден Леопольда II (Бельгия)[25].
- Почётный гражданин Туркмении[26].